# Пинскус, Йонас Йонович
Йо́нас Йо́нович Пи́нскус (22 сентября 1959, Куршенай, Литовская ССР, СССР) — советский гребец, бронзовый призёр Олимпийских игр. Заслуженный мастер спорта СССР (1981). Двукратный чемпион мира (1981, 1985). Многократный чемпион СССР (1981—1987). Депутат Сейма Литовской Республики в 2004—2008, 2009—2011 и 2020—2024 годах.

## Биография
Родился в городе Куршенай Куршенского района. Окончил техникум в Шяуляй и экономический факультет Вильнюсского университета. На Олимпиаде в Москве Пинскус в составе восьмёрки выиграл бронзовую медаль. В 2011—2015 годах был членом Вильнюсского горсовета и заместителем мэра Вильнюса.
Двукратный чемпион мира.